# Église Saint-Germain-de-Paris de Saint-Germain-lès-Senailly
L'église Saint-Germain-de-Paris est une église située sur le territoire de la commune de Saint-Germain-lès-Senailly dans le département français de Côte-d'Or et la région Bourgogne-Franche-Comté.

## Historique

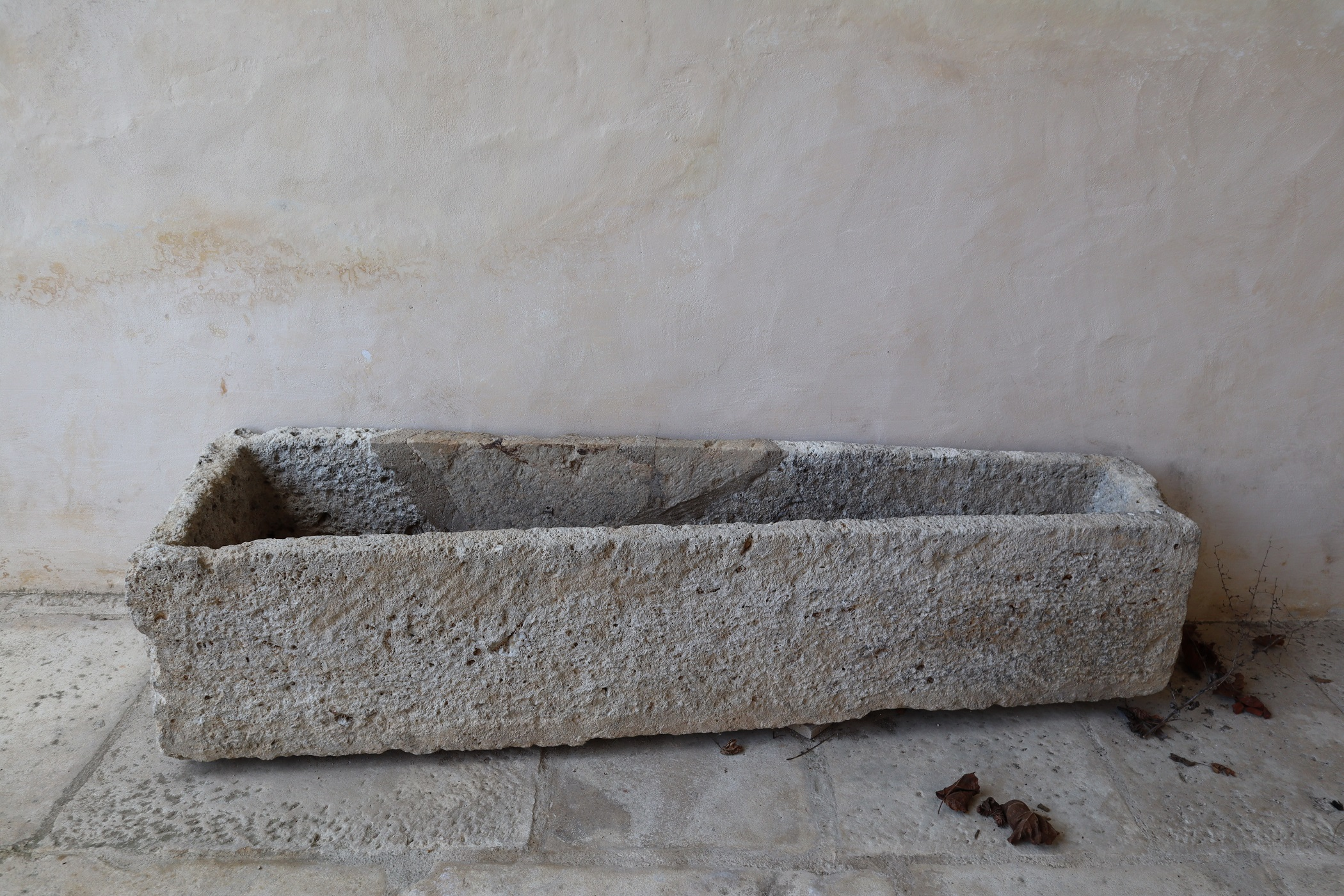
Sarcophage mérovingien, exposé sous le porche.

On sait d'après un don en 858 fait par Jonas, l'évêque d’Autun, qu'existait à cet emplacement un sanctuaire mérovingien, comme en témoigne un sarcophage exposé à l'extérieur. Des fouilles menées en 1910 dans le terrain contigü au cimetière actuel mirent au jour, outre des sépultures, des armes et une boucle de ceinturon.
L'église est inscrite à titre de monument historique depuis 1925.

## Description
La nef, le clocher et le chœur datent des débuts de l'art roman. Le vaisseau en berceau est en revanche plus tardif. 